# Postkontor
Et postkontor eller historisk set posthus er et sted, hvor man kan hente og indlevere pakker og brevforsendelser, købe frimærker, leje postbokse, melde adresseændring og få udført en række betalingstjenester. Udover disse postale grundydelser kan man ved mange postkontorer også købe f.eks. kontorartikler, emballage og billetter til koncerter og events samt en række andre relaterede produkter.
I Danmark bliver postkontorer og posthuse drevet som en del af Post Danmarks infrastruktur, men de seneste mange år er mange postkontorer blevet omdannet til postbutikker, der drives af eksterne samarbejdspartnere som f.eks. supermarkeder, kiosker, biblioteker og kommunale kontorer. Så sent som i 1990'erne var der ca 1300 posthuse i Danmark, hvilket i dag er kraftigt reduceret. Dette kan i høj grad tilskrives internettets indtog. 
Fra 30. april 2016 er der efter lukningen af H.C. Ørsteds Vej postkontor på Frederiksberg kun fire posthuse tilbage i Danmark.
Købstadsmuseet Den Gamle By i Aarhus har et posthus, hvorfra det i museets højsæsoner er muligt købe frimærker, samt at sende breve til hele verden, endda med posthusets eget stempel. Driften er varetaget af PostNord Danmark Dette vil formentlig blive Danmarks sidste posthus,[kilde mangler] eftersom Postnord har planer om at lukke samtlige danske posthuse og i stedet kun have postbutikker.